# 美国设计索引

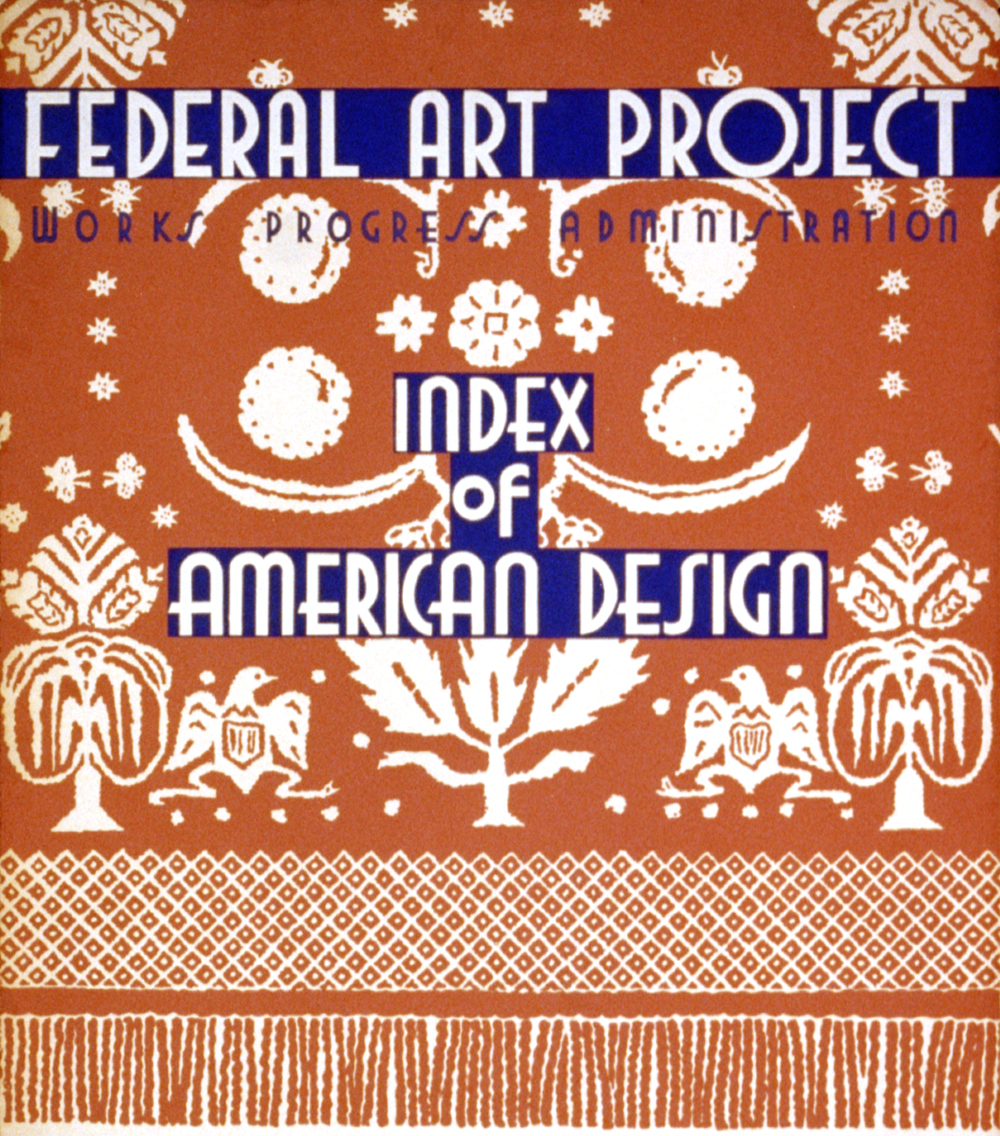
聯邦藝術計畫伊利諾州為美国设计索引展覽設計的海報

美国设计索引（英語：Index of American Design），是美国羅斯福新政下联邦艺术计划的一个專案。其對美國殖民時期早期到1900年的工藝美術和裝飾藝術進行了实地考察及绘画记录。參與該索引的藝術家們共創作了18,257幅美國裝飾和民間藝術品的水彩畫，現收藏於華盛頓特區的國家藝廊。儘管這些作品由近400位藝術家於1935年至1942年間創作，但它更多地被視為文獻記錄而非個人表達，這也是它不如其他联邦艺术计划專案知名的原因之一。此索引旨在以殖民時期至19世紀末創作的這些作品為基礎，為美國现代藝術設計奠定基礎並進行脈絡分析。
康斯坦斯·魯爾克是該索引的总編輯和常駐學者；露絲·里夫斯（Ruth Reeves）是其實地監督員。魯爾克的興趣部分源自於她對艺术家查爾斯·希勒的研究。克拉倫斯·P·霍爾農的《美國設計寶庫》（Treasury of American Design）就是該專案的衍生項目之一。作為創造就業機會的工具，該索引也為国内34州的約一千人提供了就業機會。纽约大都会艺术博物馆受此影响也专门开设了“美国馆”。

## 外部連結
- 维基共享资源上的相關多媒體資源：美国设计索引